# یادمان نظامی گنجوی در سن پترزبورگ
یادمان نظامی گنجوی در سن پترزبورگ، تندیسی از نظامی گنجوی شاعر و داستان‌سرای ایرانی است که در میدانی بین خانه‌های شمارهٔ ۲۵ و ۲۷ در خیابان کمنوستروفسکی پروسپکت، در سنت پترزبورگ واقع شده است.

## تاریخچه

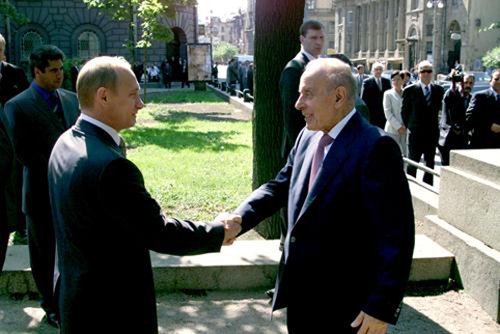
ولادیمیر پوتین و حیدر علی‌اف، در مراسم افتتاحیهٔ یادمان نظامی گنجوی

این مجسمه در باکو ساخته شد و سپس به عنوان هدیه‌ای از سوی آذربایجان به مناسبت سیصدمین سالگرد تأسیس شهر سن پترزبورگ به این شهر اهدا شده است.
این مجسمه را گروش بابایف، مجسمه‌ساز آذربایجانی و فارغ‌التحصیل آکادمی هنر و صنعت سن پترزبورگ ساخته است. فلیکس رومانوفسکی، هنرمند برگزیده فدراسیون روسیه، طراح پروژهٔ ستون‌پایه این مجسمه است. این ستون‌پایه در شرکت «Kombinat-skulbturà» سن پترزبورگ ساخته شده است. ولادیمیر پوتین، رئیس‌جمهور روسیه و حیدر علی‌اف، رئیس‌جمهور وقت جمهوری آذربایجان نیز در مراسم افتتاحیه این بنای یادبود شرکت کردند.

ولادیمیر پوتین، رئیس‌جمهور روسیه، در سخنرانی خود در مراسم افتتاحیه گفت: «اکنون رویدادی بسیار شاد و باشکوه در حال وقوع است - ما از یادمان فرزند برجسته شرق، فرزند برجسته آذربایجان - شاعر و متفکر، نظامی گنجوی رونمایی می‌کنیم. رئیس بخش زبان‌شناسی ایران و رئیس دانشکده شرق‌شناسی دانشگاه دولتی سن پترزبورگ، آی.ام. استبلین-کامنسکی، در طی صحبتی در مورد این یادمان، توصیف نظامی به عنوان یک شاعر آذربایجانی را ثمره گرایش‌های ناسیونالیستی و یک «جعل آشکار» توصیف می‌کند:
«ما چنین متخصصانی را در «کشورهای تازه‌تأسیس» آموزش دادیم، اما، همان‌طور که ارتباط ما با آن‌ها نشان می‌دهد، گرایش‌های ناسیونالیستی و تحریفات علمی زیادی در آنجا وجود دارد. (...). آثار آنها حاوی عنصر ناسیونالیستی است، هیچ دیدگاه عینی و درک علمی از مشکلات و سیر تحولات تاریخی وجود ندارد. گاهی اوقات این یک تحریف آشکار است. به عنوان مثال، نظامی، که بنای یادبودش در خیابان کامنوستروفسکی ساخته شده است، به عنوان یک شاعر بزرگ آذربایجانی اعلام می‌شود. اگرچه او حتی به زبان آذربایجانی صحبت نمی‌کرد. و آنها این را با این واقعیت توجیه می‌کنند که او در قلمرو آذربایجان امروزی زندگی می‌کرد - اما نظامی اشعار و ابیات خود را به فارسی می‌نوشت!»

## معماری
این مجسمهٔ برنزی ۵ متری به سبک شرقی ساخته شده است. نظامی گنجوی در حالی که روی نیمکتی زیر طاق نشسته است، با لباس شرقی و کتابی در دست، به تصویر کشیده شده است. کلمات «نظامی گنجوی» (ترکی آذربایجانی: Nizami Gəncəvi) روی پایه به زبان آذربایجانی نوشته شده است.